# Honda Camino

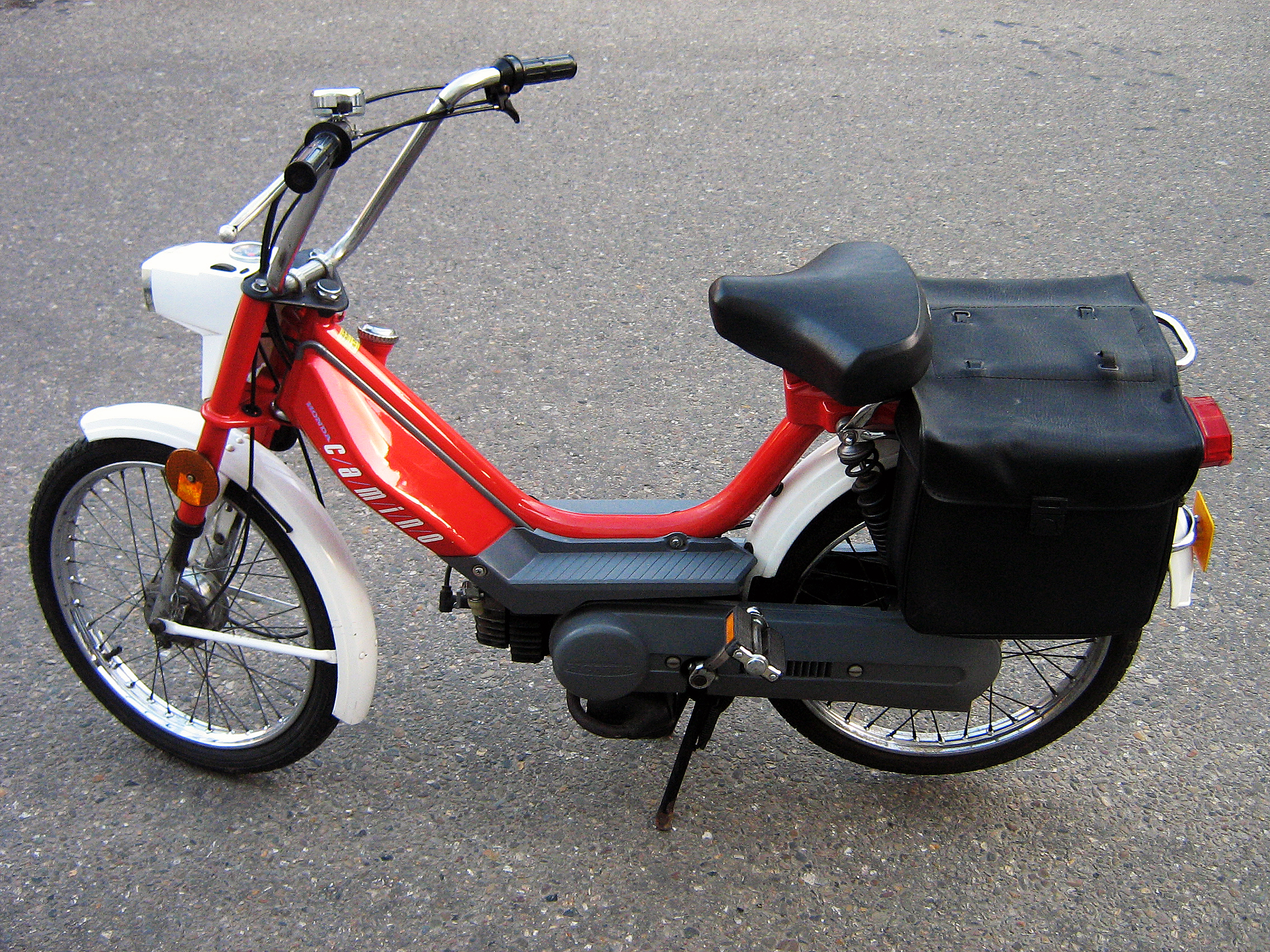
Mofa Honda Camino

Die Honda Camino (von span. camino „Weg“), Werkscode PA50, ist ein Ende der 1970er und Anfang der 1980er Jahre bekanntes und populäres Mofa in Deutschland. Damals wirkte das Design des Mofas modern. Aufgrund ihres Preises und ihrer Zuverlässigkeit wurde die Camino auch als Dienstfahrzeug von der Post genutzt.

## Geschichte
Hergestellt wurden die Mofas nicht in Japan, sondern im belgischen Werk in Aalst, die Vertriebsniederlassung war in Zellik in der Gemeinde Asse (Belgien). Je nach Verkaufsland wurde sie in leicht verschiedenen Ausstattungen und anderer Motorleistung, als Mofa mit einer zulässigen Geschwindigkeit von 25 km/h und als Moped mit einer Höchstgeschwindigkeit von 40 km/h und 45 km/h angeboten.
Heutzutage ist die Camino fast aus dem Straßenbild verschwunden. Vor allem in Belgien gibt es jedoch noch einen Fankreis, die die Camino mit Tuningteilen verändern und noch im Alltag oder im Rahmen von Mofarennen bewegen. Die Camino wird unter anderem wegen des sehr geringen Gewichts und der guten Haltbarkeit auch heute noch bei Mofarennen eingesetzt, mit den kleinen Trommelbremsen an Vorder- und Hinterrad und der schmalen Bereifung ist die maximale Bremsverzögerung für heutige Verhältnisse jedoch gering.
Von der Zündkerze bis zur Feder unter dem Sattel sind derzeit noch fast alle Verschleißteile erhältlich. Dazu gibt es selbst Jahrzehnte nach dem Produktionsstopp noch Tuningteile und Neuentwicklungen, wodurch mit einem 65 bis 70 cm³-Tuningzylinder, größerem Vergaser und angepasster Übersetzung Geschwindigkeiten von über 100 km/h erreicht werden können. Durch die damalige große Verbreitung wurde auch ein Umbaukit mit wassergekühltem, größerem Tuningzylinder von der Tuningfirma Malossi angeboten, dessen Wasserkühler auffällig unter dem Benzintank montiert werden muss.
Jahre nach Produktionsende der Camino kam ein asiatischer Nachbau unter dem Namen „DAYANG DY50 III A“ auf den Markt. Dieser unterscheidet sich in Details vom Original. So wurde er mit Kickstarter und einer elektronischen Zündung, engl. CDI, statt der üblichen Unterbrecherkontakt-Zündung produziert.

## Ausstattung
Je nach Version und Baujahr war sie mit Speichen- oder Verbundrädern, Rechteckscheinwerfer aus Kunststoff oder verchromtem Rundscheinwerfer aus Metall, Sattel oder Sitzbank und auch mit Fahrtrichtungsanzeigern und Bremsleuchte erhältlich.
Anfangs war die Camino in vier verschiedenen Ausstattungen (L, LC, VL, VLC) verfügbar. Alle Varianten haben einen Sattel und einen eckigen Scheinwerfer mit Kunststoffverkleidung. Die einfachste Ausstattung ist L, welche nur mit einer Fliehkraftkupplung und lackierten Schutzblechen ausgestattet ist. Die Modelle mit „C“ im Ausstattungsnamen verfügen über Fahrtrichtungsanzeiger, Bremsleuchte und Chromschutzbleche. Caminos mit „V“ als Ausstattungsbezeichnung sind die Variomaticmodelle. So ergeben sich jeweils zwei Komfort- und Getriebevarianten.
Weitere, spätere Bezeichnungen sind DX, S und Custom die gehobenere Ausstattungen kennzeichnen, gegenüber der Camino ohne weiteren Kürzelanhang bzw. auch als St. oder Standard bezeichnet. 
Für die Länder Deutschland, Belgien / Niederlande, Frankreich, Schweiz und England wurde die Camino leicht unterschiedlich gebaut, vor allem unterschied sich die elektrische Ausstattung etwas. Die Blinkanlage der gehobenen Ausstattungen hatte für Deutschland 21 Watt-Glühlampen, alle anderen Länderausstattungen 10 Watt. 

## Technik
Die Camino war als Automatikmofa mit Fliehkraftkupplung bei fester Übersetzung oder auch mit der Honda V-matic erhältlich, einem automatischen stufenlosen Keilriemengetriebe, wie es inzwischen in fast allen Motorrollermodellen verwendet wird. Zu erkennen sind die Automatikmodelle an der Ausbuchtung der linken Schwingenverkleidung am Hinterrad, die den hinteren Teil des Getriebes verdeckt. Auch weitere technische Details und Konstruktionsarten sind bei heutigen Motorrollermodellen zu finden. Der Einlass des Zweitaktmotors wurde durch eine Membran gesteuert. Unter der rechten Schwingenverkleidung steckt eine herkömmliche Antriebskette, die zum Antreten des Motors und zum Pedalbetrieb benutzt wird.
Technisch teilt sich die Camino viele Motorbauteile mit der Honda PX(R), die jedoch mit Elektrostarter und Getrenntschmierung ausgestattet ist, die der leichteren und günstigeren Camino fehlen.
Wie das Mofa selbst, wurde auch der komplette Antrieb sehr kompakt, leicht und zugleich wartungsfreundlich konzipiert. So lässt sich die Motoreinheit mitsamt Hauptständer und Hinterrad durch Lösen eines Bolzens, vier Schrauben der Trittbretter, zwei Federbeinschrauben, Abstecken des Kabelbaumsteckers, der Benzinleitung und zwei Seilzügen innerhalb von wenigen Minuten trennen und separat aufstellen oder bei einem Defekt mit kompakten Ausmaßen im Kofferraum eines Pkw zur Werkstatt transportieren.

## Technische Daten
Als Mofa für die Niederlande hat sie 1,1 kW bei 3800 min−1 und 3,05 Nm bei 3000 min−1, in der 40-km/h-Variante 1,32 kW bei 5000 min−1 und 3,3 Nm bei 3000 min−1, in der 45-km/h-Variante 1,39 kW bei 5500 min−1 und 3,72 Nm bei 3500 min−1. Die 40-km/h- und 45-km/h-Variante müssen mit 1:25-Gemisch betankt werden, die Mofaversion mit 1:50. Der Hubraum beträgt bei allen Modellen 49 cm³, die Kompression beim Mofa 7,0:1, bei den anderen 6,7:1.
Daten der Mofaversion des Camino:
- Motortyp: Luftgekühlter Einzylinder-2-Takt-Motor (membrangesteuert)
- Leistung: 1,1 kW (1,5 PS) bei 4000 min−1
- Hubraum: 49 cm³
- Höchstgeschwindigkeit: 25 km/h (Werksangabe)
- Standgeräusch: 59 dB
- Fahrgeräusch: 70 dB
- Vergaser: Keihin Seiki
- Typ: BB20B
- Trockengewicht: 48 kg (L) bis 59,7 kg (Custom)
- Kraftstofftank: 3 Liter
- Bremsanlage: Trommelbremsen vorne und hinten, 80–80,2 mm Innendurchmesser
- Federung: Federgabel mit Schraubenfedern vorne, 2 Stoßdämpfer mit Schraubenfedern hinten
- Verbrauch 2 L / 100 km